# Kikół (gmina)
Kikół est une gmina rurale du powiat de Lipno, Couïavie-Poméranie, dans le centre-nord de la Pologne. Son siège est le village de Kikół, qui se situe environ 9 km au nord-ouest de Lipno et 36 km à l'est de Toruń.
La gmina couvre une superficie de 98,2 km2 pour une population de 7 223 habitants.

## Géographie
La gmina est bordée par les gminy de Chrostkowo, Lipno, Mochowo, Rogowo, Rypin County, Sierpc, Szczutowo, Tłuchowo et Wielgie.